# 181–199 Bath Street

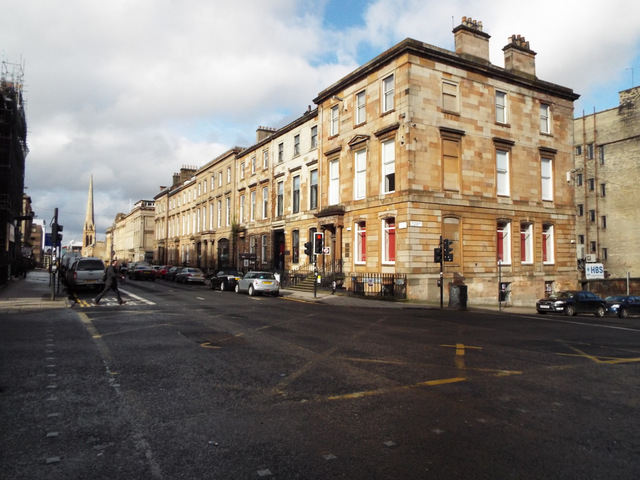
181–199 Bath Street

Unter der Adresse 181–199 Bath Street in der schottischen Stadt Glasgow befinden sich Geschäftsgebäude. 1970 wurden sie als Ensemble in die schottischen Denkmallisten in der höchsten Denkmalkategorie A aufgenommen.

## Beschreibung
Der Bau der Gebäudezeile wurde 1833 begonnen. Den Entwurf lieferte vermutlich der schottische Architekt John Baird. Zu Beginn der 1930er Jahre wurde eines der Gebäude nach einem Entwurf von Andrew Robertson neu aufgebaut. Hervorzuheben ist das Gebäude 185, welches den Glasgow Art Club beherbergte. Für seine aufwändige Innengestaltung zeichnet unter anderem Charles Rennie Mackintosh verantwortlich.
Die dreistöckige Gebäudezeile nimmt das Karree zwischen Bath Street und Bath Lane sowie Douglas Street und Blythswood Street vollständig ein. Die nordexponierte Frontfassade ist 24 Achsen weit. Bis auf wenige Details sind die Fassaden der einzelnen Häuser identisch aufgebaut. Das Mauerwerk besteht aus polierten Quadersteinen. Im Bereich des Erdgeschosses ist es leicht rustiziert. Links befinden sich die Haupteingänge, die meist mit ionischen Säulen gestaltet sind. Ist dies nicht der Fall, so schließt das Portal mit einem schlichten Gesimse, das auf Konsolen ruht. Die Fenster des Erdgeschosses schließen mit flachen Segmentbögen mit Schlusssteinen. Die länglichen Fenster des ersten Obergeschosses sind hingegen mit schlichtem Gesimsen auf Konsolen verdacht. Am Haus Nr. 183 tritt eine gerundete Auslucht mit korinthischen Säulen heraus.